# Эдвардс, Гвион
Гвион Эдвардс (валл. Gwion Edwards; 1 марта 1993, Лампетер, Уэльс) — валлийский футболист, полузащитник английского клуба «Уиган Атлетик».

## Биография

### Клубная карьера
Воспитанник валлийского клуба «Аберистуит Таун». В 2007 году присоединился к молодёжной команде «Суонси Сити». На профессиональном уровне дебютировал в сезоне 2012/13, находясь в аренде в шотландском клубе «Сент-Джонстон». Свой первый матч в чемпионате Шотландии сыграл 19 февраля 2013 года, появившись на замену на 78-й минуте в игре против «Селтика». Летом 2013 года был отдан в повторную аренду в «Сент-Джонстон», за который в первой части сезона 2013/14 сыграл в 13 матчах чемпионата, а также в двух матчах отборочного раунда Лиги Европы с норвежским «Русенборгом» и белорусским «Минском». 
Во второй части сезона выступал в аренде за клуб английской Лиги 1 «Кроли Таун», с которым летом 2014 года подписал полноценный контракт. В сезоне 2014/15 выступал с командой в Лиге 1, но по итогам сезона «Кроли Таун» покинул лигу и в следующем сезоне выступал в Лиге 2. За три сезона в "Кроули" сыграл 93 матча, забил 15 голов.
В 2016 году Эдвардс подписал контракт с клубом «Питерборо Юнайтед», выступающем в Лиге 1, за который также отыграл два сезона. В 2018 году за 700 тысяч евро перешёл в клуб из Чемпионшипа «Ипсвич Таун».

### Карьера в сборной
Выступал за юношескую и молодёжную сборную Уэльса.